# محوطه قوی بلاغی
محوطه قوی بلاغی مربوط به دوره اشکانیان - دوره ساسانیان است و در شهرستان زنجان، بخش مرکزی، دهستان بوغدا کندی، ۱ کیلومتری جنوب غرب روستای دهشیر علیا واقع شده و این اثر در تاریخ ۱۸ اسفند ۱۳۸۷ با شمارهٔ ثبت ۲۵۳۱۲ به‌عنوان یکی از آثار ملی ایران به ثبت رسیده است.